# Biologischer Arbeitsstoff-Referenzwert
Der Biologische Arbeitsstoff-Referenzwert (BAR-Wert) dient zur Beschreibung der Hintergrundbelastung im menschlichen Körper mit einem Arbeitsstoff. Zur Erfassung der Hintergrundbelastung wird die Bevölkerung im erwerbsfähigen Alter herangezogen, die beruflich keinen Kontakt zu dem verwendeten Arbeitsstoff hat. Der BAR berücksichtigt, indem er sich am 95. Perzentil einer definierten Bevölkerungsgruppe orientiert, keine gesundheitliche Effekte.
Seit 2008 veröffentlicht die ständige Senatskommission zur Prüfung gesundheitsschädlicher Arbeitsstoffe der Deutschen Forschungsgemeinschaft (DFG) BAR-Werte. Bisher (Stand: Juli 2015) existieren für 24 Stoffe BAR-Werte. Sie sind in den Arbeitsmedizinisch-toxikologischen Begründungen für BAT-Werte, EKA, BLW und BAR dokumentiert.
Nach der  arbeitsmedizinischen Regel (AMR) 6.2 „Biomonitoring“ dürfen die biologischen Arbeitstoff-Referenzwerte der DFG  herangezogen werden, um  Biomonitoring-Befunde zu beurteilen, die innerhalb der arbeitsmedizinischen Vorsorge bei einem Beschäftigten erhoben wurden.